# Гавриленко, Николай Георгиевич
Никола́й Гео́ргиевич Гавриле́нко (1910 — 1999) — советский хозяйственный руководитель, директор Мариупольского металлургического завода имени Ильича в 1949—1957 годах.

## Биография
Родился в 1910 году в городе Мариуполь.
В 1927 года стал разнорабочим на Мариупольском металлургическом заводе имени Ильича.
С 1931 года работал в Харькове.
В 1931—1936 годах учился сначала в Харьковском инженерно-строительном институте, затем в Политехническим институте в Ленинграде.
С 1936 по 1941 год работал начальником смены и начальником прокатного цеха Мариупольского завода имени Ильича.
В период Великой Отечественной войны возглавлял один из цехов Магнитогорского металлургического комбината.
В 1945—1949 годах — начальник броневого отдела, заместитель главного инженера Мариупольского металлургического завода.
В 1949—1957 годах — директор Мариупольского металлургического завода имени Ильича.
С 1957 года находился на руководящей работе в Сталинском Совнархозе Украинской ССР.
В 1965 году был назначен первым заместителем министра чёрной металлургии Украинской ССР.
До выхода на пенсию в 1990 году работал в научно-исследовательских институтах.

## Награды
Был награждён орденами и медалями СССР.